# Jamie Baker
Pour l’article homonyme, voir Jamie Baker (hockey sur glace).
Jamie Baker est un ancien joueur de tennis britannique. Il a joué avec l'équipe de Grande-Bretagne de Coupe Davis.

## Carrière
En 2008, il participe avec la Grande-Bretagne à la rencontre des huitièmes de finale de la Coupe Davis. Il perd son premier match face à David Nalbandian et remporte son second match face à Agustín Calleri mais son équipe perd la rencontre 1 à 4.
En 2013, alors qu'il n'a que 26 ans, Jamie Baker annonce qu'il met un terme à sa carrière sportive lors du tournoi de Wimbledon.

## Palmarès
Jamie Baker n'a jamais atteint une finale sur le circuit ATP, que ce soit en simple ou en double.
Sur le circuit Challenger, il a remporté un seul titre en double, à Savannah en 2010, aux côtés de son compatriote James Ward.
Sur le circuit Futures, il a remporté 12 tournois en simple et 4 en double (dont deux aux côtés d'Aisam-Ul-Haq Qureshi).

## Parcours enGrand Chelem

### En simple
| Année | Open d'Australie           | Open d'Australie           | Roland-Garros              | Roland-Garros              | Wimbledon                  | Wimbledon                  | US Open                    | US Open                    |
| ----- | -------------------------- | -------------------------- | -------------------------- | -------------------------- | -------------------------- | -------------------------- | -------------------------- | -------------------------- |
| 2006  | -                          | -                          | -                          | -                          | 1er tour                   | Andreas Seppi              | -                          | -                          |
| 2007  | Défaite en qualifications. | Défaite en qualifications. | -                          | -                          | 1er tour                   | Édouard Roger-Vasselin     | Défaite en qualifications. | Défaite en qualifications. |
| 2008  | 1er tour                   | Ivo Karlović               | -                          | -                          | 1er tour                   | Stefano Galvani            | -                          | -                          |
| 2009  | -                          | -                          | -                          | -                          | -                          | -                          | -                          | -                          |
| 2010  | -                          | -                          | -                          | -                          | 1er tour                   | Andreas Beck               | Défaite en qualifications. | Défaite en qualifications. |
| 2011  | -                          | -                          | -                          | -                          | Défaite en qualifications. | Défaite en qualifications. | -                          | -                          |
| 2012  | -                          | -                          | Défaite en qualifications. | Défaite en qualifications. | 1er tour                   | Andy Roddick               | -                          | -                          |
| 2013  | 1er tour                   | Lukáš Rosol                | -                          | -                          | Défaite en qualifications. | Défaite en qualifications. |                            |                            |

### En double
| Année | Open d'Australie | Open d'Australie | Roland-Garros | Roland-Garros | Wimbledon                | Wimbledon                        | US Open | US Open |
| ----- | ---------------- | ---------------- | ------------- | ------------- | ------------------------ | -------------------------------- | ------- | ------- |
| 2007  | -                | -                | -             | -             | 1er tour Alex Bogdanovic | Mariusz Fyrstenberg Łukasz Kubot | -       | -       |
| 2013  | -                | -                | -             | -             | 1er tour Kyle Edmund     | David Marrero Andreas Seppi      |         |         |

Sous le résultat, le partenaire ; à droite, l'ultime équipe adverse.